# 洛泽斯
洛泽斯（法語：Lauzès，法語發音：[lozɛs]）是法国洛特省的一个市镇，属于卡奥尔区。

## 地理
洛泽斯（44°34'7"N, 1°34'51"E）面积6.39 平方千米，位于法国奧克西塔尼大區洛特省，该省份为法国西南部内陆省份，北起顺时针与科雷兹省、康塔爾省、阿韦龙省、塔恩-加龙省、洛特-加龍省和多尔多涅省接壤。
与洛泽斯接壤的市镇（或旧市镇、城区）包括：卡布勒雷、克拉、萨巴代勒洛泽斯、莱佩什迪韦尔斯。

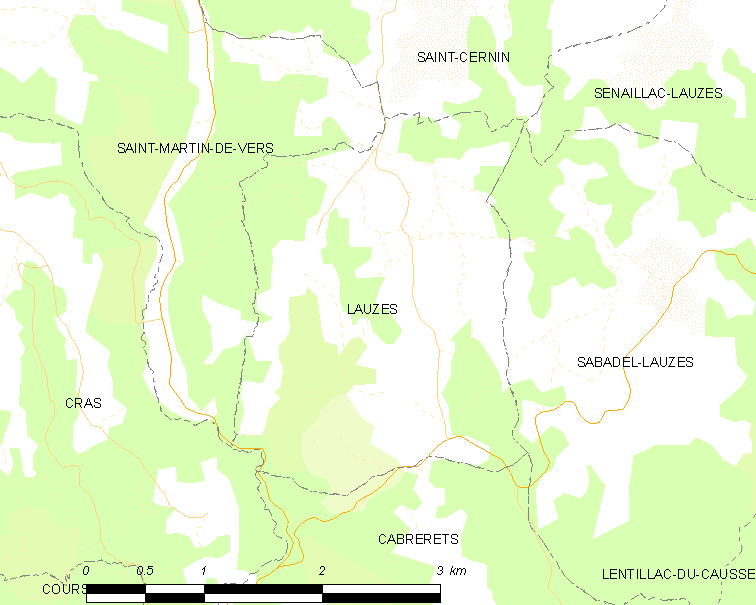
洛泽斯的OSM定位图

洛泽斯的时区为UTC+01:00、UTC+02:00（夏令时）。

## 行政
洛泽斯的邮政编码为46360，INSEE市镇编码为46162。

## 政治
洛泽斯所属的省级选区为科斯与谷地县。

## 人口

1962-2008年间洛泽斯人口变化图示

洛泽斯于2022年1月1日时的人口数量为205人。